# Øivind Høibak
Øivind Høibak (25 gennaio 1916 – 11 gennaio 1974) è stato un calciatore norvegese, di ruolo difensore.

## Carriera

### Club
Høibak giocò con la maglia del Mjøndalen.

### Nazionale
Conta una presenza per la Norvegia. Il 21 settembre 1947, infatti, fu schierato in campo nella sfida persa per 3-5 contro la Danimarca.